# 田島久丸
田島 久丸（たじま ひさまる、1977年9月8日 - ）は、日本のプロレスラー、実業家。

## 経歴
- 2001年、闘龍門で行われた「スカウトキャラバン」に合格してメキシコへ渡り特待生として入門。
- 2002年5月11日、アレナ・コリセオ大会の対大鷲透戦でデビュー。
- 2003年、闘龍門を退団。
- 2005年、飲食店「久丸」をオープン。
- 2006年4月16日、後楽園ホールで開催されたウルティモ・ドラゴン自主興行で復帰戦が行われた。
- 2008年、ドラディションに入団。
- 2012年9月8日、新宿FACEで開催したデビュー10周年記念大会で引退試合が行われた。
- 2020年1月31日、後楽園ホールで開催された「闘龍門、再開。」での第四試合のバトルロイヤルに登場。久々にプロレスラー“田島久丸”として試合を行った。
- 現在は実弟の「銀座鮨たじま」、父親の「天狗鮨」を含めて6店舗の経営を行っている。

## 得意技
ひまわり
ラリアット

## 入場曲
- ビリビリMAN（ザ・ブレーメン）